# Mrs Brown
Mrs Brown (também exibido como Her Majesty, Mrs. Brown; bra Sua Majestade, Mrs. Brown) é um filme britano-hiberno-estadunidense de drama biográfico lançado em 1997 com direção de John Madden, roteiro de Jeremy Brock, produzido pelo BBC e lançado pela Miramax. Conta com Judi Dench, Billy Connolly, Geoffrey Palmer, Antony Sher e Gerard Butler no elenco.

## Sinopse
Em 1861, após a morte do marido, o príncipe Alberto, que morreu de febre tifóide, a Rainha Vitória do Reino Unido  mostra-se inconsolável e mergulha  num luto profundo, evitando todos os compromissos sociais e públicos. John Brown, o mais fiel serviçal do finado príncipe, torna-se o cavalariço da rainha e consegue  trazer a soberana de volta à vida. 
Mas a amizade que surge entre os dois cria um escândalo e gera diversas fofocas na corte, que não admite que um homem do povo (principalmente um escocês considerado arrogante) tenha tanta influência. Ele é obsessivamente preocupado com a segurança da rainha e, em virtude de tudo isto, ela é maldosamente chamada de "Sra. Brown", em inglês "Mrs Brown".

## Principais prêmios e indicações
Oscar 1998 (EUA)
Indicado
- Melhor atriz (Judi Dench)[3]
- Maquiagem[3]

Globo de Ouro 1998 (EUA)
- Venceu
  - Melhor atriz - drama (Judi Dench)[4]

BAFTA 1998 (Reino Unido)
- Venceu nas categorias de Melhor Atriz principal (Judi Dench)[carece de fontes?] e Melhor Figurino[carece de fontes?]
- Indicado nas categorias de Melhor Filme,[carece de fontes?] Melhor Ator principal (Billy Connolly),[carece de fontes?] Melhor Roteiro/Argumento Original[carece de fontes?], Melhor Direção de Arte,[carece de fontes?] Melhor Maquiagem e Penteados[carece de fontes?]